# Kukudzor
Kukudzor är ett vattendrag i Armenien. Det ligger i den centrala delen av landet, 60 kilometer öster om huvudstaden Jerevan.
Trakten runt Kukudzor är nära nog obefolkad, med mindre än två invånare per kvadratkilometer.